# Rhadinella kanalchutchan
Rhadinella kanalchutchan là một loài rắn trong họ Rắn nước. Loài này được Mendelson & Kizirian miêu tả khoa học đầu tiên năm 1995.